# Vaqif Mustafazadə

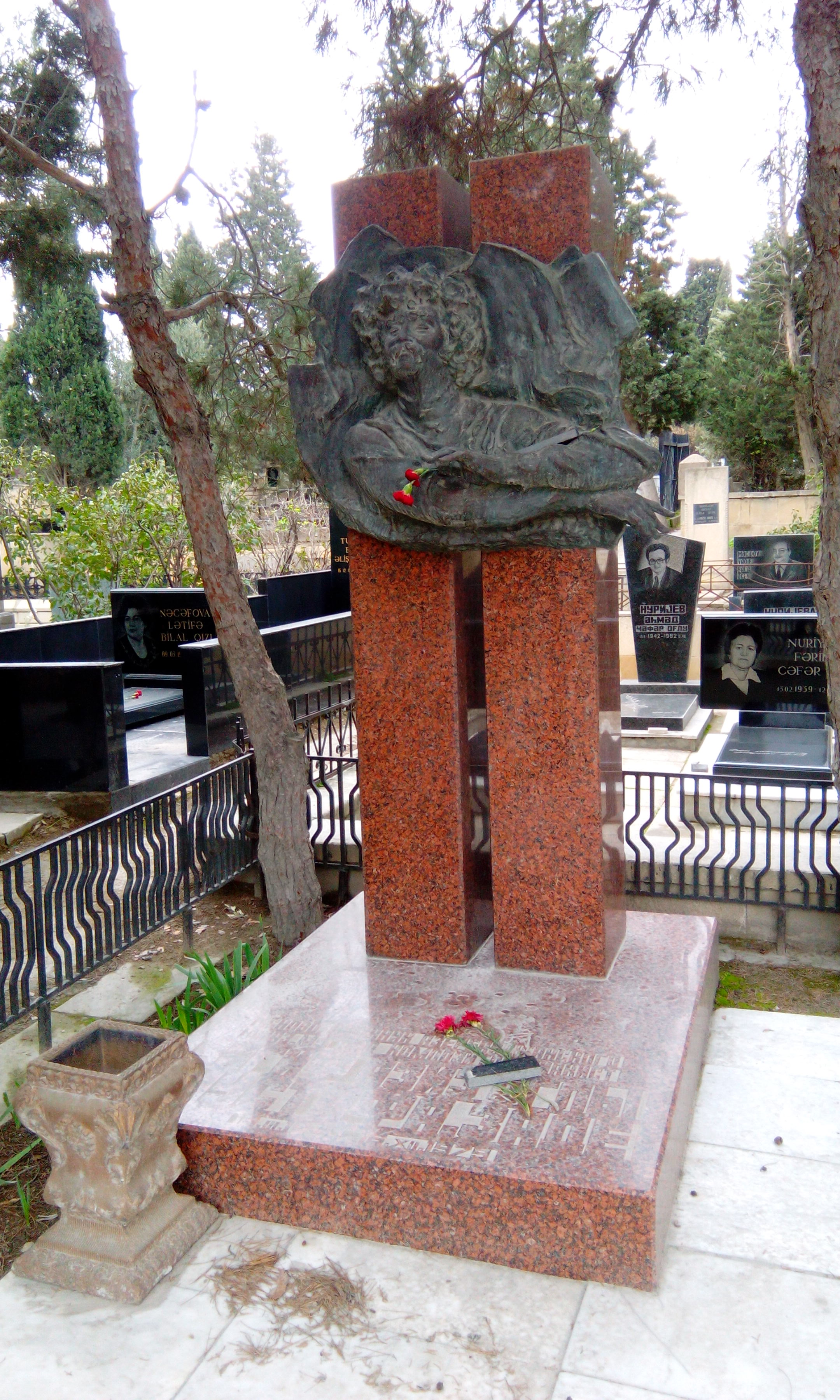
Grobowiec na cmentarzu w Baku

Wagif Mustafazade, azer. Vaqif Mustafazadə, ros. Вагиф Мустафазаде (ur. 16 marca 1940 w Baku, zm. 16 grudnia 1979 w Taszkencie) – radziecki azerski pianista jazzowy i kompozytor, znany z łączenia jazzu oraz tradycyjnej azerskiej muzyki folklorystycznej – mugamu.
Sowieci w Azerbejdżanie pojawili się na 20 lat przed narodzinami Vaqifa. 5 lat po II wojnie światowej Stalin ogłosił, że jazz to „muzyka kapitalistów” i zakazał jej w całym Związku Radzieckim (Adolf Hitler uczynił to samo w Niemczech w 1933, lecz mówiąc, że jest to „muzyka czarnych”). Zabroniono nawet grania na saksofonie. Mały Vaqif najwidoczniej jednak nie przejął się zbytnio tymi sowieckimi zakazami, gdyż słuchał jazzu na BBC i śpiewał wraz z kolegami rytmiczną poezję (meyxana), której także nie wolno było wykonywać. Wspólnie z przyjacielem Vaqifem Səmədoğlu próbowali później zrekonstruować usłyszaną w radiu muzykę na pianinie.
Po śmierci Stalina w 1953 stopniowo zniesiono te ograniczenia. Z naciskiem na słowo stopniowo. Jeszcze w 1957 Vaqif nie mógł grać kompozycji jazzowych na koncertach. W tych okolicznościach poprzestał na graniu przy prywatnych okazjach i w klubach. Uwielbiał improwizowany jazz, ale czegoś mu w nim brakowało. I tak dokonała się fuzja jazzu z mugamem.
W początkach lat 60. ludzie już oswoili się z jazzem i Vaqif zyskiwał coraz większe uznanie również za granicami Azerbejdżanu. W 1966 Willis Conover, prowadzący audycję radiową „Jazz Time” stwierdził nawet, że „Vaqif Mustafazadə to wyjątkowy pianista. Trudno wskazać mu równego. Jest najbardziej lirycznym pianistą, jakiego zna”.

## Życiorys
Vaqif grę na pianinie rozpoczął w wieku 3 lat. Uczęszczał do Bakijskiego Państwowego Technikum Muzycznego, które ukończył w 1963 roku. W kolejnym roku przyjęto go do Azerbejdżańskiego Konserwatorium Państwowego, ale opuścił je w 1965 i pojechał do Tbilisi, by stanąć na czele zespołu „Orero”. Następnie utworzył trio jazzowe „Qafqaz” (az. Kaukaz) w Gruzińskiej Filharmonii Państwowej. W 1970 powołał do życia kwartet żeński „Leyli”, a w 1971 – wokalno-instrumentalny „Sevil”. Prowadził te grupy do 1977 roku. Potem aż do swojej śmierci zorganizował i był liderem zespołu instrumentalnego „Mugham”.
Vaqif był laureatem Jazzowego Festiwalu Związku Wszechsowieckiego „Tallinn-66”, azerbejdżańskiego „Caz-69” i Jazzowego Festiwalu Związku Wszechsowieckiego w Doniecku w 1977. Wybrano go na najlepszego pianistę na „Tbilisi-78”. Zdobył pierwszą nagrodę na VIII Międzynarodowym Konkursie Kompozytorów Jazzowych za utwór Waiting for Aziza w Monako w 1978, gdzie otrzymał biały fortepian.
Vaqif był dwukrotnie żonaty i z obu małżeństw miał córkę. Lalə Mustafazadə jest utalentowaną pianistką klasyczną. Wygrała Grand Prix w Konkursie Pianistycznym Épinal we Francji w 1991. Jego druga żona, Eliza dała mu Azizę, która poszła w ślady ojca jako pianistka, kompozytorka i wokalistka jazzowo-mugamowa.
Mustafazadə zmarł na atak serca na scenie tuż po koncercie w Taszkencie w 1979.

## Ciekawostka
- Imię Vaqif wybrał na prośbę matki znany poeta azerbejdżański Səməd Vurğun. Jest to arabskie słowo oznaczające „wielce uczony”.